# Ханеда Такуя
Ханеда Такуя  (яп.  羽根田 卓也, 17 липня 1987) — японський веслувальник, що спеціалізується в слаломі, олімпійський медаліст, чемпіон Азійських ігор.

## Виступи на Олімпіадах
| Олімпіада           | Дисципліна     | Місце |
| ------------------- | -------------- | ----- |
| Пекін 2008          | каное-одиночки | 14    |
| Лондон 2012         | каное-одиночки | 7     |
| Ріо-де-Жанейро 2016 | каное-одиночки | 3     |
| Токіо 2020          | каное-одиночки | 10    |
| Париж 2024          | каное-одиночки | 13    |

## Зовнішні посилання
- Ханеда Такуя на сайті International Canoe Federation (англійська)
- Ханеда Такуя на сайті Olympics.com (англійська)
- Ханеда Такуя на сайті Olympedia (англійська)